# 2시 22분
《2시 22분》(영어: 2:22)은 오스트레일리아에서 제작된 폴 큐리 감독의 2017년 스릴러 영화이다. 테레사 팔머 등이 주연으로 출연하였다. 이 영화는 2017년 6월 30일 VOD와 극장에서 개봉되었다.

## 줄거리
항공 관제사인 딜런 브랜슨은 2시 22분이라는 특정 시간에 불가사의한 현상을 겪으며 두 비행기의 충돌을 막게 된다. 이 사건 이후 그는 사라라는 여성을 만나는데, 두 사람의 운명이 2시 22분과 연결되어 있음을 직감한다. 딜런은 이 시간대에 반복되는 환각과 일상 속의 패턴들을 인지하게 되고, 그 결과 매일 2시 21분이면 뉴욕의 그랜드 센트럴 터미널에 도착하게 된다. 그곳에서는 항상 같은 유형의 사람들이 나타나고, 2시 22분 정각에는 유리창이 깨지는 사건이 발생한다. 
딜런은 우연히 미술관에서 사라를 만나 사랑에 빠지지만, 사라는 그의 전 남자친구인 조나스와 함께 일하고 있었다. 어느 날, 조나스의 홀로그램 작품에서 딜런은 자신의 꿈에서 보던 것과 똑같은 장면을 발견하고 조나스를 의심한다. 딜런은 오래전 그랜드 센트럴 터미널에서 일어난 살인 사건과, 자신의 아파트에 살았던 제이크라는 남자의 이야기를 알게 된다. 제이크와 그의 연인 이블린 또한 딜런과 사라처럼 같은 생일이었고, 깊은 사랑에 빠졌지만 비극적인 결말을 맞이했다는 것을 알게 된다. 
딜런은 자신이 겪는 불가사의한 사건들이 과거의 비극과 연관되어 있음을 깨닫고, 자신과 사라가 제이크와 이블린의 운명을 되풀이할 것이라고 믿게 된다. 그는 사라를 위험에서 보호하려고 하지만, 사라는 조나스의 설득에 넘어가 밀허스트로 향한다. 딜런은 조나스가 사라에게 집착하고 있으며, 과거 살인 사건을 재현하려 한다는 것을 깨닫고 그랜드 센트럴 터미널로 달려간다. 
그곳에서 사라는 딜런이 말한 것과 똑같은 상황을 목격하고, 자신이 과거 살인 사건의 희생자였던 이블린의 역할을 하고 있다는 것을 깨닫는다. 조나스는 질투심에 눈이 멀어 사라에게 총을 겨누지만, 딜런이 대신 총에 맞아 사라를 구한다. 결국 조나스는 경찰에 의해 사살된다. 
사실 과거에 제이크와 임신 중이었던 이블린은 이블린을 사랑했던 노아라는 남자의 총에 맞았고, 제이크는 자신과 이블린을 보호하려다 노아를 죽인 후 살인범으로 몰렸던 것이다. 모든 사건이 해결된 후, 딜런은 조종사가 되어 사라와 결혼하고 아이를 낳아 행복하게 살아간다.

## 출연
- 미힐 하위스만 - 딜런 브랜슨
- 테리사 파머 - 세라
- 샘 리드 - 조너스
- 덩컨 래그 - 제이크
- 제시카 클라크 - 이블린
- 잭 엘리스 - 노아
- 존 워터스 - 빌
- 매브 더모디 - 샌디
- 미치 부텔 - 하워드 허턴
- 레미 히 - 베니
- 리처드 데이비스 - 잉키
- 케리 암스트롱 - 캐서린
- 시몬 케슬 - 세리나
- 자라 마이클스 - 엘리
- 조지 파푸라